# Villanova Canavese
Villanova Canavese (Vilaneuva Canavèis in piemontese) è un comune italiano di 1 203 abitanti della città metropolitana di Torino in Piemonte.

## Società

### Evoluzione demografica
Abitanti censiti

## Amministrazione
Di seguito è presentata una tabella relativa alle amministrazioni che si sono succedute in questo comune:
| Periodo        | Periodo        | Primo cittadino  | Partito                | Carica  | Note  |
| -------------- | -------------- | ---------------- | ---------------------- | ------- | ----- |
| 31 maggio 1985 | 25 maggio 1990 | Aldo Fava        | -                      | Sindaco | [ 5 ] |
| 25 maggio 1990 | 24 aprile 1995 | Emilio Richiardi | lista civica           | Sindaco | [ 5 ] |
| 24 aprile 1995 | 14 giugno 1999 | Emilio Richiardi | lista civica           | Sindaco | [ 5 ] |
| 14 giugno 1999 | 14 giugno 2004 | Emilio Richiardi | lista civica           | Sindaco | [ 5 ] |
| 14 giugno 2004 | 8 giugno 2009  | Luigi Cuberli    | lista civica           | Sindaco | [ 5 ] |
| 8 giugno 2009  | 26 maggio 2014 | Luigi Cuberli    | lista civica           | Sindaco | [ 5 ] |
| 26 maggio 2014 | 27 maggio 2019 | Roberto Ferrero  | lista civica La pianca | Sindaco | [ 5 ] |
| 27 maggio 2019 | 10 giugno 2024 | Roberto Ferrero  | lista civica La pianca | Sindaco | [ 5 ] |
| 10 giugno 2024 | in carica      | Roberto Ferrero  | lista civica La pianca | Sindaco | [ 5 ] |